# كينيث براون (مستكشف)
كينيث براون (بالإنجليزية: Kenneth Brown)‏ هو مستكشف أسترالي، ولد في 9 أغسطس 1837، وتوفي في 10 يونيو 1876 بسبب شنق.